# Villa Butera
La Villa Butera ou le Palazzo Branciforte Butera, est une demeure située dans la ville de Bagheria, elle-même située à 15 km à l'est de Palerme, en Sicile.

## Historique
Le plan original du Palazzo Butera, dont il est difficile aujourd'hui de donner un aperçu précis, s'est développé au fil des nombreuses transformations et ajouts effectués autour d'une ancienne ferme rurale située sur un vaste domaine agricole que le prince Giuseppe Branciforte (it), comte de Raccuja, prince de Leonforte et de Pietraperzia, Chevalier de la Toison d'or, député du royaume, ancien préteur de Palerme et représentant d'une des grandes familles de la féodalité sicilienne, fait édifier en 1658.

## L'édifice
Le bâtiment a une structure quadrangulaire et se trouve au centre de deux grandes cours, vers lesquelles convergent plusieurs bâtiments qui servaient autrefois de locaux de service (il y avait aussi un moulin), de chambres d'hôtes, d'entrepôts, d'écuries et de logements pour les nombreux membres du personnel de service. Conçu à des fins exclusivement résidentielles, il répondait à la nécessité d'exprimer, par sa forme sévère et ses vastes proportions, le prestige de la famille Branciforte. Le bâtiment suit par son agencement une tradition qui trouve son origine dans la façon de bâtir les châteaux siciliens des XIVe et XVe siècles.
La villa ne manquait pourtant pas d'éléments dissuasifs. En effet, entourée de murs avec des chemins de ronde, celle-ci était bordée de deux tours crénelées de style médiéval, placées dans l'axe des deux façades principales, qui donnaient à la structure un caractère militaire (des deux tours d'origine, seule celle orientée à l'ouest vers Palerme, où se trouvait l'armurerie du palais, est restée en bon état, tandis que celle orientée vers la ville de Termini Imerese, probablement utilisée comme « librairie » – aujourd'hui en ruines – a été démolie à la fin du XIXe siècle).
Sur la façade extérieure de la tour orientée vers l'ouest, Giuseppe Branciforte a fait graver l'inscription : O CORTE A DIO et, dans les pierres de taille de l'arcade d'entrée, la date de 1658. Sur le côté opposé de l'édifice il a placé sous l'arc du portail une autre inscription  tirée d'un sonnet de  Miguel de Cervantes, extrait du roman La Galatea qui témoigne de l'état d'esprit dans lequel il était, profondément attristé par la mort de son fils unique : YA LA SPERANZA ES PERDIDA, Y UN SOLO BIEN ME CONSUELA QUE EL TIEMPO QUE PASSA Y BUELA LLEVARÀ PRESTO LA VIDA (« L'espoir est perdu et une seule bonne chose me console : le temps qui passe et qui fuit aura bientôt raison de la vie »).
À l'intérieur de l'enceinte, le prince Giuseppe fait également construire une petite église, aujourd'hui disparue, et, près du palais, un théâtre qui existe toujours, bien qu'il ait besoin d'être restauré. L'aspect actuel du palais, dû à la présence de plusieurs éléments construits à des époques ultérieures, se caractérise par la majestueuse façade baroque du côté nord.